# Вокач, Александр Андреевич
Александр Андреевич Вокач (21 марта 1926 — 1 октября 1989) — советский актёр театра и кино, театральный режиссёр. Заслуженный артист РСФСР (1968). Народный артист РСФСР (1987).
Известность Вокачу принесла главная роль в комедии «Дача». Александр Вокач — мастер эпизода, особенно он запомнился по ролям в фильмах «Эта весёлая планета», «Рождённая революцией», «Бегство мистера Мак-Кинли», «Два капитана».

## Биография
Родился 21 марта 1926 года в Москве в семье педагогов — Андрея Игоревича, преподавателя физики и механики в МИИТе и Софьи Андреевны Вокач, учительницы математики в школе. В 1943 году окончил среднюю школу и поступил на актёрский факультет ГИТИСа. В 1944 году он ушёл добровольцем на фронт, воевал, служил до 1947 года в военно-воздушных силах.
В 1951 году окончил ГИТИС и по распределению стал актёром Курганского областного театра.
С 1957 года — актёр Калининского драматического театра. Вскоре стал осуществлять постановки спектаклей («Мой бедный Марат» А. Н. Арбузова).
В 1968—1971 годах — главный режиссёр Калининского драматического театра. Был постановщиком спектаклей «Чья это жизнь» Д. М. Холендро, «Дипломат» С. Алёшина, «Старик» Максима Горького.
Первой его работой в кино стала роль герцога Корнуэльского в фильме Григория Козинцева «Король Лир». После съёмок фильма его партнёрша по съёмкам Галина Волчек пригласила актёра в театр «Современник».
С 1971 года и до кончины — актёр московского театра «Современник».
В 1987 году актёр перенёс инфаркт. Несмотря на уговоры родных, актёрской профессии не оставил.

Могила Вокача

Скончался 1 октября 1989 года в Москве, похоронен на Кунцевском кладбище (5 уч.).

## Личная жизнь
Жил и работал в Москве. Был женат на актрисе Калининского драматического театра Бизяевой Татьяне Фёдоровне (1932—2022). Сын Андрей (1960—2023).
Александр Вокач был страстным рыболовом, особенно увлекался спиннинговой рыбалкой.

## Творчество

### Работы в театре
«Современник»
- «Вечно живые» по роману Виктора Розова. Режиссёр: Олег Ефремов — Николай Иванович Чернов
- «С любимыми не расставайтесь» по пьесе Александра Володина. — Коровин
- «А поутру они проснулись» по повести Василия Шукшина. — профессор
- «Доктор Стокман» — Мортен Хиль
- «Большевики». Режиссёр: Галина Волчек, Алина Казьмина
- «Балалайкин и Ко» по роману М. Е. Салтыкова-Щедрина «Современная идиллия». Режиссёр: Георгий Товстоногов. — Очищенный
- «Из записок Лопатина» по повести Константина Симонова. Режиссёр: Иосиф Райхельгауз. — режиссёр
- «Мы не увидимся с тобой» по повести Константина Симонова. Режиссёр: Валерий Фокин.
- «Поиск 891» по повести Юлиана Семёнова. Режиссёр: Галина Волчек.
- «НЛО» по пьесе Владимира Малягина. Режиссёр: Галина Волчек. — старик
- «Вишнёвый сад» по пьесе А. П. Чехова. Режиссёр: Галина Волчек. — Пищик Борис Борисович, помещик

### Фильмография
- 1970 — Король Лир — герцог Корнуэльский
- 1972 — Визит вежливости — Пансо, знатный житель древней Помпеи
- 1972 — Геркус Мантас — Гирхальс, рыцарь Тевтонского ордена
- 1972 — Пятьдесят на пятьдесят — полицейский комиссар
- 1972 — Комитет 19-ти
- 1972 — Хроника ночи — Джон Стюарт
- 1973 — Дача — Егор Петров
- 1973 — Истоки — Гуго Хейтель
- 1973 — Эта весёлая планета — Пал Палыч, массовик-затейник
- 1973 — Земля, до востребования — Де Лео
- 1974 — Вылет задерживается — Линевский, пассажир, летящий в Одессу / начальник Линевского
- 1974 — Домби и сын (фильм-спектакль) — Бегсток
- 1974 — Последнее лето детства — Зимин, главный инженер
- 1975 — Бегство мистера Мак-Кинли — Баренс
- 1975 — Принимаю на себя — Грэвс
- 1975 — Шагреневая кожа (фильм-спектакль)
- 1976 — Два капитана — фон Вышимирский
- 1976 — Жизнь и смерть Фердинанда Люса — Хольц / Хельтофф
- 1976 — Золотая речка — Васильянов
- 1976 — Приключения Нуки — художник
- 1976 — Развлечение для старичков — Апомидонт Пименович
- 1976 — Встреча на далёком меридиане — Фрэнк Прескотт, американский учёный-физик
- 1977 — Доброта — учитель
- 1977 — Исчезновение — Лысогоров
- 1977 — Поединок в тайге — Владислав Казимирович
- 1977 — Риск — благородное дело — режиссёр
- 1977 — Рождённая революцией. Серии 9, 10: Последняя встреча — Юрий Карлович Магницкий
- 1977 — Судьба — бургомистр
- 1977 — Хождение по мукам — англичанин
- 1978 — Бархатный сезон — мэр
- 1978 — Жизнь Бетховена — Иоганн Гуммель
- 1978 — Кузен Понс (фильм-спектакль)
- 1978 — Лекарство против страха — Благолепов
- 1978 — Ралли — администратор команды
- 1979 — Похищение «Савойи» — Вельт
- 1979 — «Ералаш» (выпуск № 19, сюжет «Подхалим»)[1] — отец мальчика
- 1979 — Соловей — канцлер Крафт
- 1979 — Стакан воды — лорд Девоншир
- 1980 — Мелочи жизни
- 1980 — Скандальное происшествие в Брикмилле — Генри Мун
- 1981 — Мы не увидимся с тобой (фильм-спектакль)
- 1982 — Берегите мужчин! — Артур Карпович, директор НИИ
- 1982 — Владивосток, год 1918 — Циммерман
- 1982 — Кафедра — Терновский
- 1983 — Две главы из семейной хроники — Мартенс
- 1983 — Поцелуй — генерал фон Раббек
- 1984 — Берег его жизни
- 1984 — Блистающий мир — Грантом
- 1984 — Груз без маркировки — канадец
- 1984 — Два гусара — Завальшевский
- 1984 — Канкан в Английском парке — Зубко
- 1985 — Володя большой, Володя маленький — Лев Андреевич
- 1985 — Странная история доктора Джекила и мистера Хайда — Керью
- 1985 — Кармелюк — пан Хойченко, помещик
- 1986 — Звездочёт- хозяин букинистического магазина, связной
- 1986 — Мой нежно любимый детектив — Джеймс, президент клуба холостяков
- 1987 — Большевики (телеспектакль) — Луначарский, нарком просвещения
- 1987 — телеспектакль из серии «Этот фантастический мир». Выпуск 12 — слуга Йоган
- 1987 — Филёр — начальник жандармского управления
- 1988 — Дама с попугаем — врач в больнице
- 1988 — Дорогое удовольствие — Виктор Васильевич
- 1988 — Генеральная репетиция — Аксаков
- 1989 — А был ли Каротин? — Лапа-Стриженовский
- 1989 — Женщины, которым повезло — директор
- 1989 — Идеальное преступление — профессор Ламонт
- 1989 — Прищучил (телеспектакль) — директор школы